# Campeonato Mundial de Atletismo Júnior de 2014 - Lançamento de martelo feminino
A prova do lançamento de martelo feminino do Campeonato Mundial de Atletismo Júnior de 2014 ocorreu entre os  dias 22 e 23 de julho em Eugene, nos Estados Unidos. 

## Recordes
Antes desta competição, os recordes mundiais e do campeonato nesta prova eram os seguintes:
|     | Nome                | Nacionalidade | Distância | Local     | Data                |
| --- | ------------------- | ------------- | --------- | --------- | ------------------- |
| WJR | Zhang Wenxiu        | China         | 73.24 m   | Changsha  | 24 de junho de 2005 |
| CR  | Alexandra Tavernier | França        | 70.62 m   | Barcelona | 14 de julho de 2012 |

## Medalhistas
| Ouro                   | Prata              | Bronze                 |
| Al'ona Shamotina (UKR) | Réka Gyurátz (HUN) | Iliána Korosídou (GRE) |

## Cronograma
Todos os horários são locais (UTC-7).
| Data        | Hora  | Evento       |
| ----------- | ----- | ------------ |
| 22 de julho | 15:30 | Qualificação |
| 23 de julho | 17:30 | Final        |

## Resultados

### Qualificação
Qualificação: 59,50 m (Q) ou pelo menos melhor 12 qualificado (q) 
Grupo A
| Posição | Atleta                 | Nacionalidade  | Tentativas | Tentativas | Tentativas | Resultados | Notas  |
| Posição | Atleta                 | Nacionalidade  | 1          | 2          | 3          | Resultados | Notas  |
| ------- | ---------------------- | -------------- | ---------- | ---------- | ---------- | ---------- | ------ |
| 1       | Réka Gyurátz           | Hungria        | x          | 63.73      |            | 63.73      | Q      |
| 2       | Beatrice Nedberg Llano | Noruega        | 55.07      | 63.67      |            | 63.67      | Q, NJR |
| 3       | Iliána Korosídou       | Grécia         | 62.68      |            |            | 62.68      | Q      |
| 4       | Audrey Ciofani         | França         | 62.48      |            |            | 62.48      | Q      |
| 5       | Vanessa Sterckendries  | Bélgica        | 60.09      |            |            | 60.09      | Q      |
| 6       | Sophie Gimmler         | Alemanha       | 57.13      | 57.28      | 57.35      | 57.35      | q      |
| 7       | Emma O'Hara            | Irlanda        | 55.51      | 57.17      | x          | 57.17      | q      |
| 8       | Alessandra Wall        | Suécia         | x          | 56.72      | 56.52      | 56.72      |        |
| 9       | Inga Linna             | Finlândia      | 56.38      | x          | 54.62      | 56.38      |        |
| 10      | Anna Maria Orel        | Estónia        | 55.87      | 53.26      | 52.34      | 55.87      |        |
| 11      | Brooke Andersen        | Estados Unidos | x          | 54.64      | x          | 54.64      |        |
| 12      | Hanna Zayanchkouskaya  | Bielorrússia   | x          | x          | 54.42      | 54.42      |        |
| 13      | Diana Nusupbekova      | Cazaquistão    | 49.43      | 53.27      | 53.00      | 53.27      |        |

Grupo B
| Posição | Atleta                  | Nacionalidade  | Tentativas | Tentativas | Tentativas | Resultados | Notas |
| Posição | Atleta                  | Nacionalidade  | 1          | 2          | 3          | Resultados | Notas |
| ------- | ----------------------- | -------------- | ---------- | ---------- | ---------- | ---------- | ----- |
| 1       | Al'ona Shamotina        | Ucrânia        | 64.78      |            |            | 64.78      | Q     |
| 2       | Marinda Petersson       | Suécia         | x          | 61.97      |            | 61.97      | Q,    |
| 3       | Katarzyna Furmanek      | Polónia        | x          | 61.13      |            | 61.13      | Q     |
| 4       | Zsófia Bácskay          | Hungria        | 60.74      |            |            | 60.74      | Q     |
| 5       | Kimberley Reed          | Reino Unido    | 57.69      | 56.53      | 58.57      | 58.57      | q     |
| 6       | Petra Jakeljić          | Croácia        | 56.52      | 56.90      | 56.15      | 56.90      |       |
| 7       | Helene Sofie Ingvaldsen | Noruega        | 56.18      | 56.53      | 56.63      | 56.63      |       |
| 8       | Elianne Despaigne       | Cuba           | x          | x          | 56.50      | 56.50      |       |
| 9       | Sabrina Denise Gaitán   | Guatemala      | 54.02      | 53.12      | 56.31      | 56.31      |       |
| 10      | Roxana Perie            | Roménia        | 55.51      | x          | 55.83      | 55.83      |       |
| 11      | Pavla Kuklová           | Chéquia        | x          | x          | 53.84      | 53.84      |       |
| 12      | Adriana Nataly Ojeda    | Equador        | 52.44      | 52.43      | 52.57      | 52.57      |       |
| 13      | Giulia Camporese        | Itália         | x          | x          | 52.56      | 52.56      |       |
| 14      | Haley Showalter-Stevens | Estados Unidos | x          | x          | x          | NM         |       |

### Final
A prova final foi realizada no dia 23 de julho às 17:30. 
| Posição           | Atleta                 | Nacionalidade | Tentativas | Tentativas | Tentativas | Tentativas | Tentativas | Tentativas | Resultados | Notas           |
| Posição           | Atleta                 | Nacionalidade | 1          | 2          | 3          | 4          | 5          | 6          | Resultados | Notas           |
| ----------------- | ---------------------- | ------------- | ---------- | ---------- | ---------- | ---------- | ---------- | ---------- | ---------- | --------------- |
| Medalha de ouro   | Al'ona Shamotina       | Ucrânia       | 65.44      | x          | x          | 62.73      | 66.05      | 63.21      | 66.05      |                 |
| Medalha de prata  | Réka Gyurátz           | Hungria       | 64.68      | 63.33      | 63.75      | x          | 64.07      | 62.15      | 64.68      |                 |
| Medalha de bronze | Iliána Korosídou       | Grécia        | 56.28      | 61.09      | 62.33      | 62.17      | 61.57      | 63.67      | 63.67      |                 |
| 4                 | Audrey Ciofani         | França        | 62.31      | 62.32      | 63.30      | 62.04      | x          | 62.22      | 63.30      | Recorde pessoal |
| 5                 | Beatrice Nedberg Llano | Noruega       | 61.05      | 62.13      | 60.64      | x          | 63.23      | 61.85      | 63.23      |                 |
| 6                 | Zsófia Bácskay         | Hungria       | 61.81      | 62.51      | 62.50      | x          | 60.00      | x          | 62.51      |                 |
| 7                 | Katarzyna Furmanek     | Polónia       | 60.02      | 61.91      | x          | 61.22      | 61.93      | x          | 61.93      |                 |
| 8                 | Vanessa Sterckendries  | Bélgica       | x          | 61.63      | 60.04      | x          | x          | x          | 61.63      | NJR             |
|                   |                        |               |            |            |            |            |            |            |            |                 |
| 9                 | Marinda Petersson      | Suécia        | x          | 60.47      | 55.44      |            |            |            | 60.47      |                 |
| 10                | Kimberley Reed         | Reino Unido   | 59.96      | 60.17      | x          |            |            |            | 60.17      |                 |
| 11                | Emma O'Hara            | Irlanda       | 53.15      | 55.80      | 56.28      |            |            |            | 56.28      |                 |
| 12                | Sophie Gimmler         | Alemanha      | 55.32      | 55.50      | x          |            |            |            | 55.50      |                 |

Legenda
| Recorde mundial       | Recorde mundial (World record)               |                       | Recorde africano                      | Recorde africano (African) |                                           | Q | Classificado por posição (Qualified) |
| Recorde do campeonato | Recorde do campeonato (Championship record)  | Recorde da América    | Recorde da América (Americas)         | q                          | Classificado por melhor tempo (Qualified) |   |                                      |
| Melhor marca do ano   | Melhor marca do ano (World leading)          | Recorde asiático      | Recorde asiático (Asian)              | DNS                        | Não largou (Did not start)                |   |                                      |
| Recorde nacional      | Recorde nacional (National record)           | Recorde europeu       | Recorde europeu (European)            | DNF                        | Não terminou (Did not finish)             |   |                                      |
| Recorde pessoal       | Recorde pessoal do atleta (Personal best)    | Recorde da Oceania    | Recorde da Oceania (Oceania)          | DSQ / DQ                   | Desclassificado (Disqualified)            |   |                                      |
| Recorde da temporada  | Recorde da temporada do atleta (Season best) | Recorde sul-americano | Recorde sul-americano (South America) | NM                         | Sem marca (No mark)                       |   |                                      |